# Peter Pit
Peter Pit, artiestennaam van Herman Claassen (11 maart 1933 – 21 februari 1999), was een Nederlands/Amerikaanse goochelaar.  
Na gymnasium, kunstnijverheidsschool, reclame-onderwijs en een periode als beroepsgoochelaar in Nederland ontwikkelde hij zich tot goochelend entertainer in de Verenigde Staten.
Op het Nationaal Goochelcongres dat in 1958 in Hilversum werd gehouden, behaalde hij de 1ste prijs en in datzelfde jaar tijdens het Wereldkampioenschap Goochelen in Wenen de 1ste prijs in de categorie Algemeen Goochelen. Eind jaren 50 / begin jaren 60 was hij geregeld op de Nederlandse televisie te zien met zijn bekendste nummers: de productie van flessen Martini uit schijnbaar lege kokers en de dansende wandelstok. Door een optreden in de Ed Sullivan Show kreeg hij entree tot de showbusiness in Verenigde Staten, waar hij zich in 1962 definitief vestigde. Peter Pit had daar eigen tv-shows en trad op in Las Vegas. Als beroemd artiest werd hij ten slotte beroepen als artistiek directeur van het Magic Castle in Hollywood, een functie die alleen voor de "groten" in het vak is weggelegd.